# Les Adjots
Les Adjots és un municipi francès situat al departament del Charente i a la regió de la Nova Aquitània. L'any 2007 tenia 451 habitants.

## Demografia

### Població
El 2007 la població de fet de Les Adjots era de 451 persones. Hi havia 189 famílies de les quals 50 eren unipersonals (29 homes vivint sols i 21 dones vivint soles), 66 parelles sense fills, 57 parelles amb fills i 16 famílies monoparentals amb fills.
La població ha evolucionat segons el següent gràfic:
Habitants censats

### Habitatges
El 2007 hi havia 254 habitatges, 186 eren l'habitatge principal de la família, 35 eren segones residències i 34 estaven desocupats. 243 eren cases i 8 eren apartaments. Dels 186 habitatges principals, 159 estaven ocupats pels seus propietaris, 23 estaven llogats i ocupats pels llogaters i 4 estaven cedits a títol gratuït; 1 tenia una cambra, 11 en tenien dues, 31 en tenien tres, 60 en tenien quatre i 83 en tenien cinc o més. 145 habitatges disposaven pel capbaix d'una plaça de pàrquing. A 90 habitatges hi havia un automòbil i a 78 n'hi havia dos o més.

### Piràmide de població
La piràmide de població per edats i sexe el 2009 era:
| Homes | Edats   | Dones |
| ----- | ------- | ----- |
| 0     | 95 o +  | 0     |
| 4     | 90 a 94 | 0     |
| 4     | 85 a 89 | 4     |
| 0     | 80 a 84 | 4     |
| 16    | 75 a 79 | 12    |
| 20    | 70 a 74 | 16    |
| 12    | 65 a 69 | 32    |
| 20    | 60 a 64 | 0     |
| 8     | 55 a 59 | 20    |
| 20    | 50 a 54 | 16    |
| 12    | 45 a 49 | 8     |
| 12    | 40 a 44 | 12    |
| 8     | 35 a 39 | 4     |
| 12    | 30 a 34 | 8     |
| 8     | 25 a 29 | 24    |
| 16    | 20 a 24 | 12    |
| 12    | 15 a 19 | 16    |
| 12    | 10 a 14 | 4     |
| 0     | 5 a 9   | 12    |
| 4     | 0 a 4   | 8     |

## Economia
El 2007 la població en edat de treballar era de 255 persones, 169 eren actives i 86 eren inactives. De les 169 persones actives 151 estaven ocupades (83 homes i 68 dones) i 18 estaven aturades (8 homes i 10 dones). De les 86 persones inactives 30 estaven jubilades, 16 estaven estudiant i 40 estaven classificades com a «altres inactius».

### Ingressos
El 2009 a Les Adjots hi havia 192 unitats fiscals que integraven 462 persones, la mediana anual d'ingressos fiscals per persona era de 15.187 €.

### Activitats econòmiques
Dels 14 establiments que hi havia el 2007, 4 eren d'empreses de fabricació d'altres productes industrials, 5 d'empreses de construcció, 3 d'empreses de comerç i reparació d'automòbils, 1 d'una empresa d'hostatgeria i restauració i 1 d'una empresa de serveis.
Dels 4 establiments de servei als particulars que hi havia el 2009, 1 era un paleta, 2 guixaires pintors i 1 empresa de construcció.
L'any 2000 a Les Adjots hi havia 9 explotacions agrícoles que ocupaven un total de 426 hectàrees.

## Equipaments sanitaris i escolars
El 2009 hi havia una escola elemental integrada dins d'un grup escolar amb les comunes properes formant una escola dispersa.

## Poblacions més properes
El següent diagrama mostra les poblacions més properes.